# Derou Garou
Derou Garou est un village de l'arrondissement de Banikoara dans l'Alibori au nord du Bénin.

## Population
Lors du recensement de 2013 (RGPH-4), la population était de 2 307 habitants.